# Lawinenauslösung mit Waffen

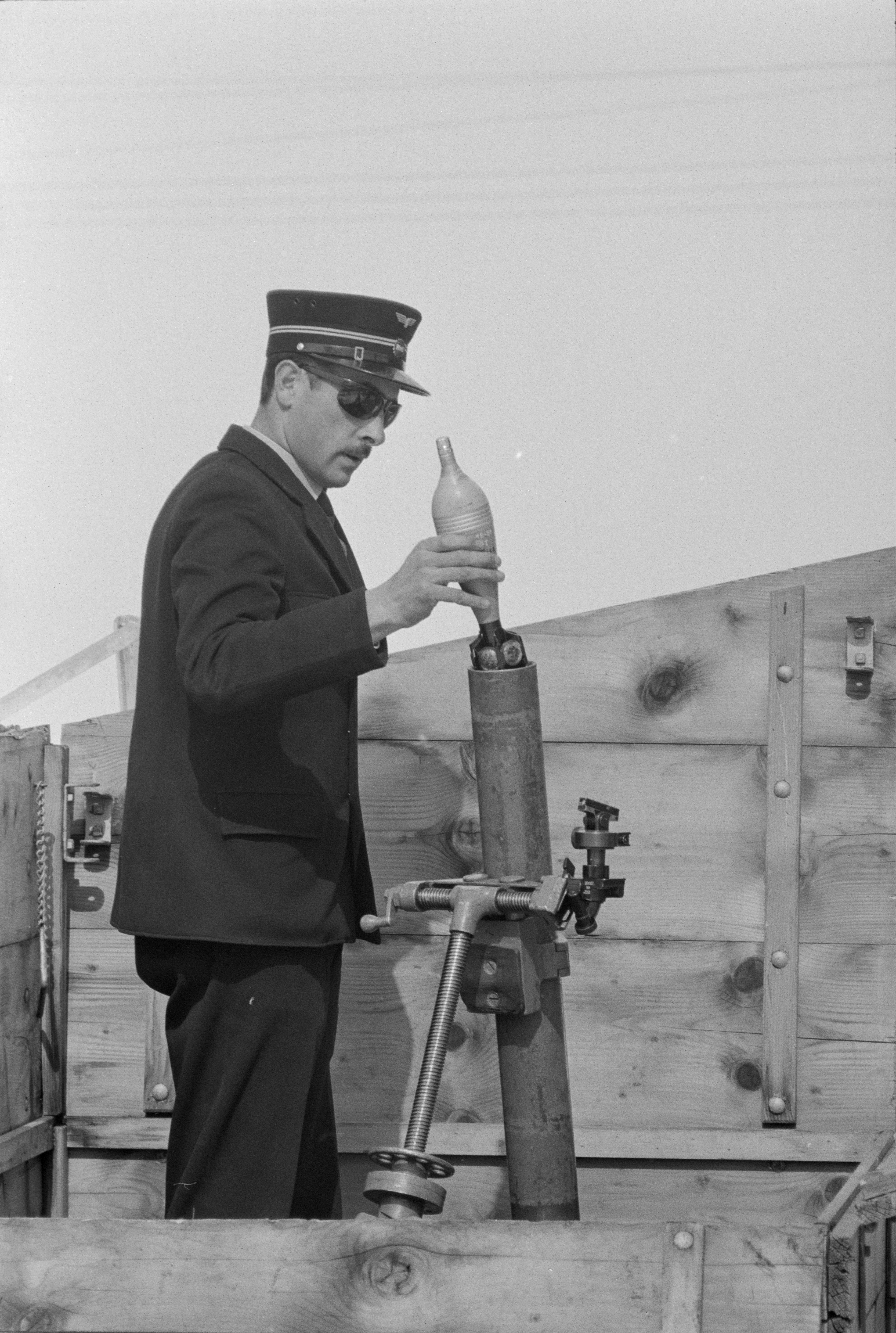
Lawinensprengung mit einem Mörser bei der Berninabahn, 1967

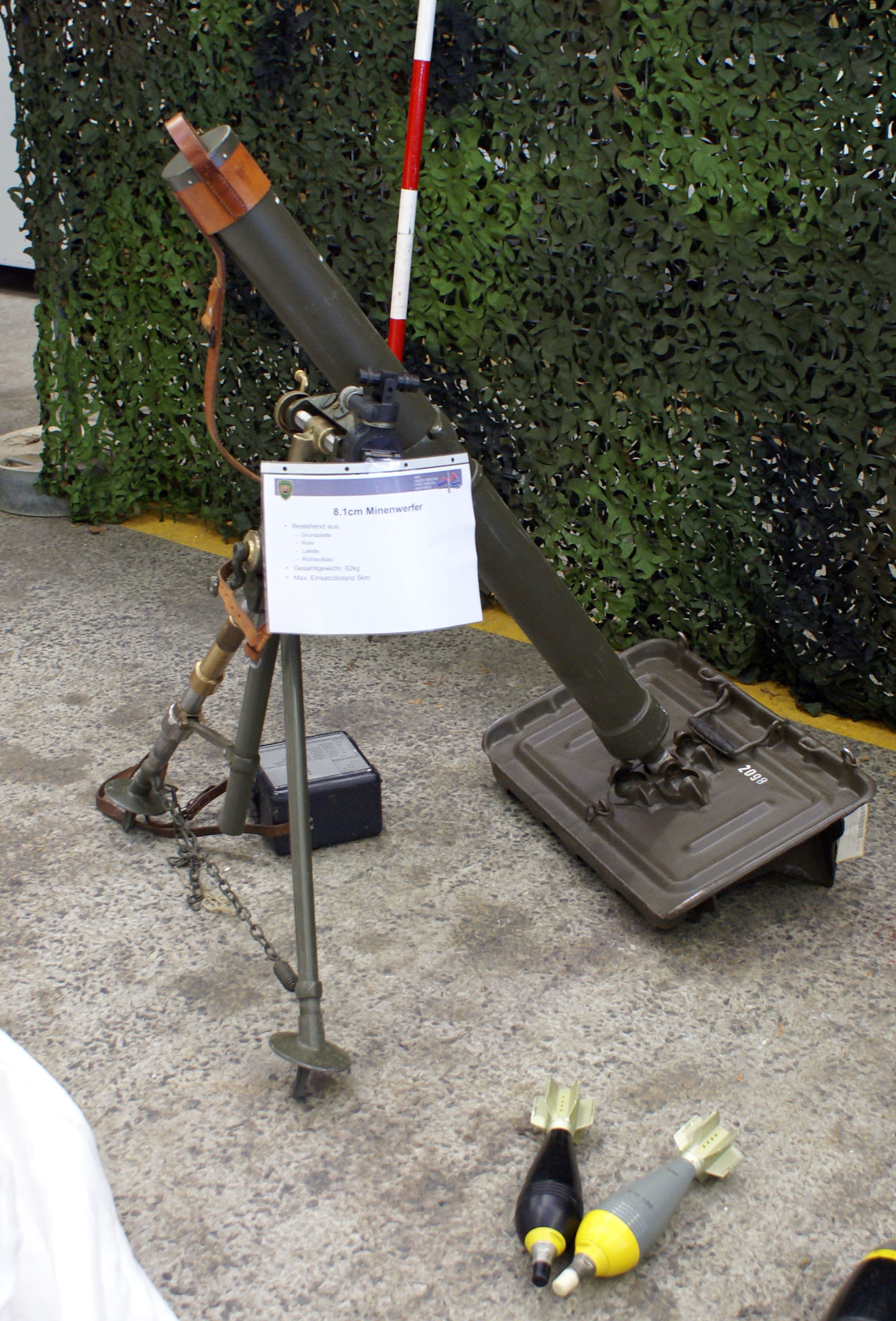
8,1-cm-Minenwerfer der Schweizer Armee

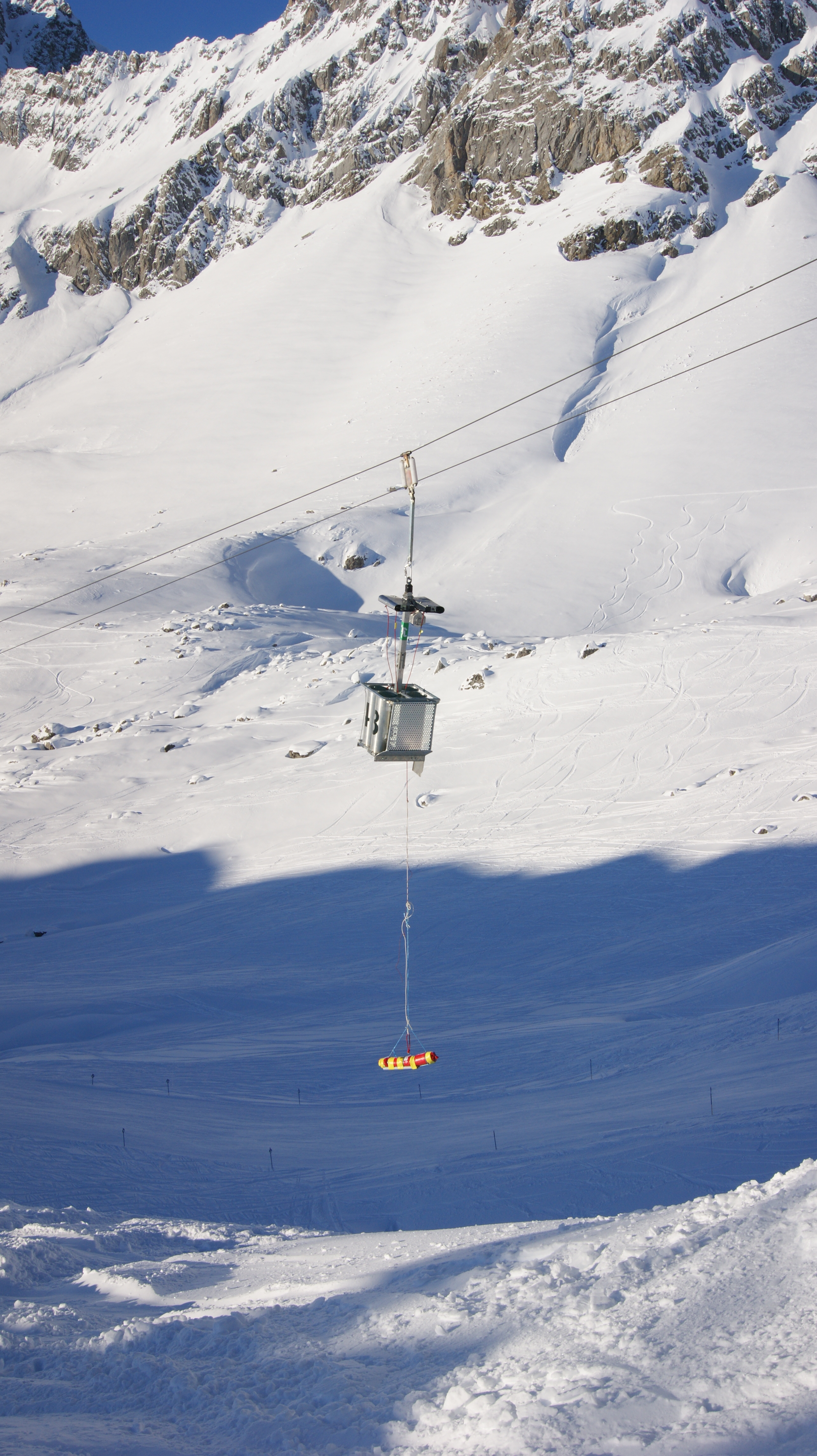
Sprengseilbahn Valfagehr in Klösterle, Vorarlberg, Österreich mit angehängter Sprengladung in Aktion

Zur Lawinenauslösung mit Waffen werden militärische, großkalibrige Geräte verwendet, wobei die Munition nicht speziell für die Auslösung von Lawinen konzipiert ist, sondern annähernd passende Standardmunition aus dem Zeughaus bzw. Arsenal verwendet wird. Die dadurch möglichen Schäden an der Vegetation werden in Kauf genommen.
Beispiel: mit einem Raketenrohr 80 (Schweiz) kann bei einer Ladung von etwa 600 Gramm militärischem Sprengstoff etwa 600 bis 800 Meter weit geschossen werden.
Als zivile Variante wurde von der Fa. Hamberger AG (Schweiz) einige Jahre ein System mit Feststoffraketen angeboten (Lawinenraketen), die etwa eine Reichweite von 600 bis 700 Metern hatten (siehe: Lawinenauslösung durch Sprengstoff – Mobile Anlagen).
Zum richtigen Zeitpunkt der Auslösung von Lawinen siehe: Künstliche Lawinenauslösung – Auslösezeitpunkt.

## Geschichte
Gesichert ist, dass entlang von Verkehrswegen (1934/35 erste Sprengversuche in der Schweiz u. a. mit Minenwerfer 8,1 cm) bei der Berninabahn künstliche Lawinenauslösungen stattfanden. Oberhalb von Siedlungsbereichen werden z. T. seit 1945 mit militärischen Waffen in der Schweiz Lawinen künstlich ausgelöst.
1942 wird das Schweizer WSL-Institut für Schnee- und Lawinenforschung SLF (SLF) vom Bund gegründet. Im Gedanken des Reduit war unter anderem auch vorgesehen, dass sich die Schweizer Armee in die Schweizer Alpen zurückzieht und eventuell Schnee und Lawinen als strategische Mittel einsetzt. Bis 1945 war in der Schweiz die Armee für Lawinenwarnungen zuständig, danach das SLF.
In Afghanistan, Kanada, Russland, der Schweiz, USA und anderen Ländern werden Lawinensprengungen mit militärischem Gerät heute noch durchgeführt.

## Situation Deutschland und Österreich
In Österreich und in Deutschland unterliegt wegen der Erfahrungen vor und während des Zweiten Weltkriegs die Verwendung von militärischen Waffen im Inland strengen gesetzlichen und politischen Einschränkungen (siehe: Militäreinsatz in Deutschland und Militäreinsatz in Österreich). Hier wurden z. B. als zivile Alternative Lawinen-Sprengseilbahnen angelegt, welche die Sprengladungen über ein Umlaufseil zu den Gefahrenstellen transportieren und dort zünden.
In Deutschland wurden kurz nach der Lawinenkatastrophe am Schneefernerhaus auf der Zugspitze im Mai 1965 weitere Schneemassen durch Sprenggranaten ausgelöst. Ursprünglich sollten hierfür Panzerabwehrraketen eingesetzt werden, von deren Wirksamkeit man jedoch nicht überzeugt war. Daher wurde eine Haubitze einer Bundeswehreinheit in Bad Reichenhall zerlegt und mit Hubschraubern auf die Zugspitze geflogen.

## Detektion
Ob die Detonation und der Sprengerfolg und in welchem Umfang eingetreten ist, muss jeweils vom Verantwortlichen überprüft werden.